# ROCS Chung Yo (LST-232)
El ROCS Chung Yo (LST-232), originalmente USS Manitowoc (LST-1180), es un buque de desembarco de tanques de la clase Newport al servicio de la marina de guerra de la República de China. Fue botado en 1969 y sirvió en EE. UU. de 1970 a 1993; fue transferido a la República de China.

## Construcción
Fue construido por el Philadelphia Naval Shipyard (Pensilvania). Fue colocada la quilla en 1967. Fue botado el casco en 1969. Y asignado en 1970.

## Historia de servicio
El USS Manitowoc entró en acción en 1971 y 1972 durante la guerra de Vietnam. Fue retirado en 1993; y en el año 2000 fue transferido a la marina de guerra de la República de China junto al USS Sumter. Su nombre cambió a ROCS Chung Yo (LST-232).